# Biblioteca Nacional de Moçambique
A Biblioteca Nacional de Moçambique é um imóvel construído em 1904 para albergar a então Repartição da Fazenda. O edifício foi projectado pelo arquitecto Mário Veiga, vindo a acolher a biblioteca municipal em 1961.
Encontra-se situada na Avenida 25 de Setembro, em Maputo.
A Biblioteca Nacional de Moçambique também é responsável pelo sistema do depósito legal de Moçambique.